# Taddeo Gaddi
Taddeo Gaddi (1300 circa – 1366) è stato un pittore italiano del XIV secolo, appartenente alla famiglia Gaddi.

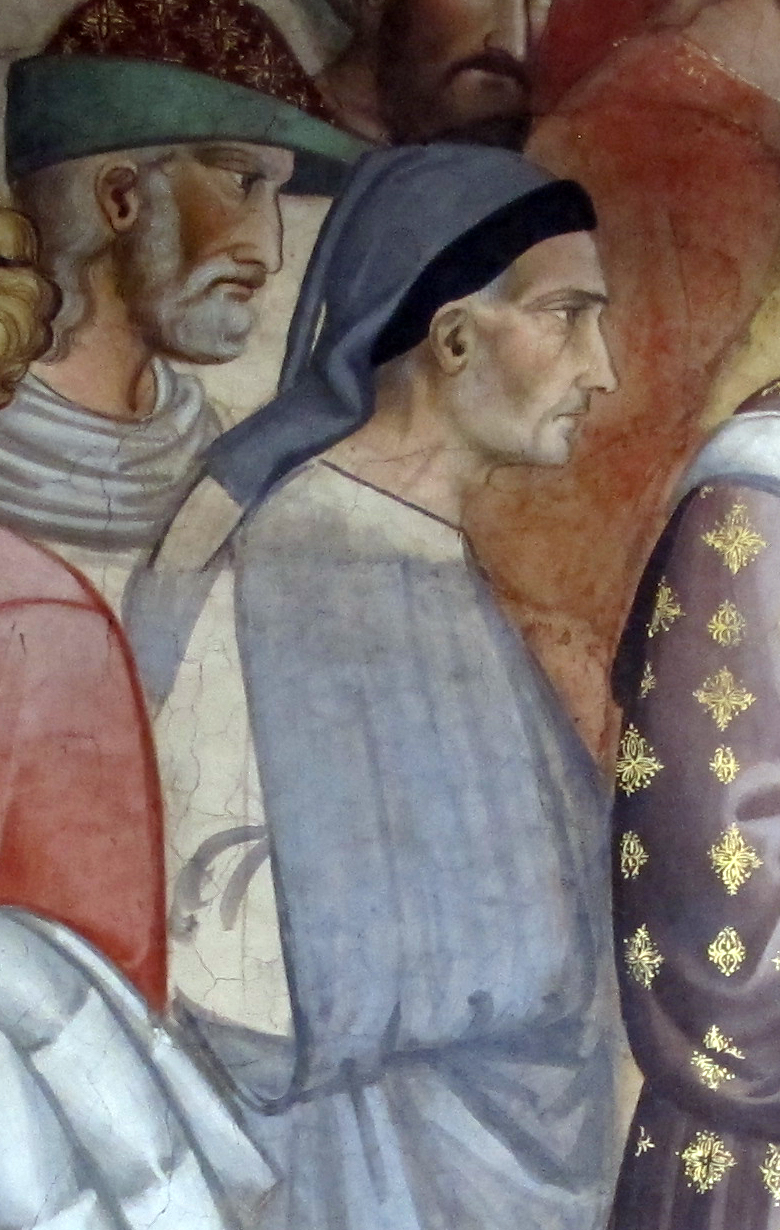
Agnolo Gaddi, presunto ritratto del padre Taddeo negli affreschi della cappella maggiore di Santa Croce, Firenze

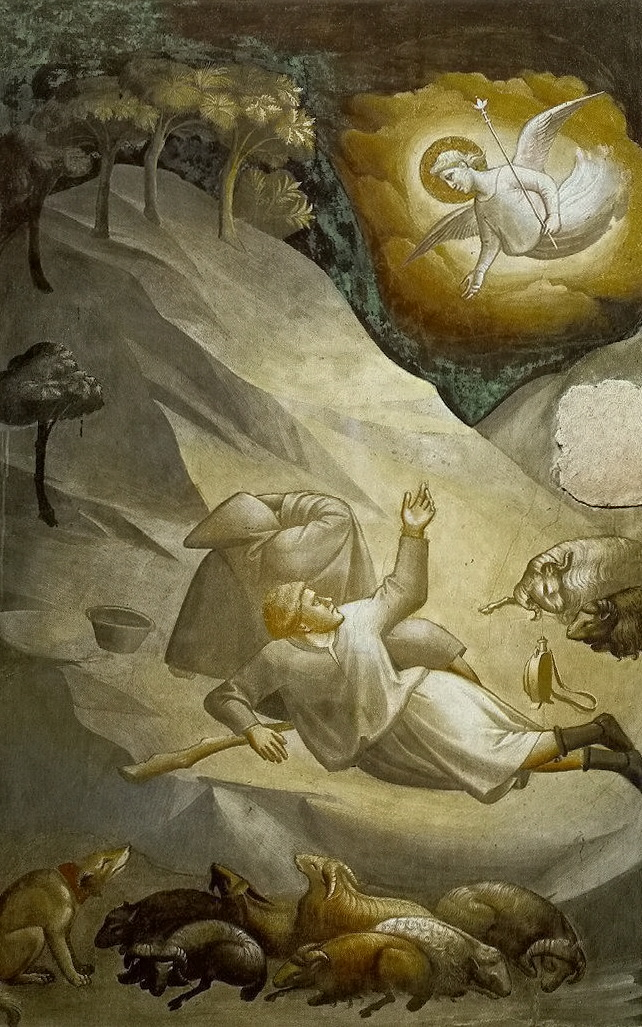
LApparizione dell'angelo ai pastori (1338) è considerata la prima scena notturna dell'arte occidentale che ci sia pervenuta (Santa Croce, Firenze)

Per il suo consistente operato nella bottega di Giotto ha sempre rivestito, tra i giotteschi della prima generazione, un posto di preminenza. Tuttavia questo ruolo ha sempre implicato una valutazione tutto sommato negativa della sua attività, quale eterno "allievo" e mai "maestro". Negli studi del secondo dopoguerra si è invece cercato di ridare il giusto rilievo alla sua figura, quale interprete a sua volta originale e ricco di spunti per le generazioni successive.

## Vita e opere
Figlio di Gaddo di Zanobi detto Gaddo Gaddi, fu nella bottega di Giotto dal 1313 al 1337, anno della morte del maestro. 
Padre dei pittori Giovanni, Agnolo e Niccolò Gaddi, ebbe anche un quarto figlio, Zanobi, che non intraprese la carriera di artista, ma si diede con successo alla mercatura, contribuendo poi alla crescita economica e sociale della famiglia. Un quinto figlio fu Francesco. Taddeo fu probabilmente, come d'altra parte afferma il Vasari, il discepolo di Giotto con maggior talento o comunque quello che meglio riuscì a portare avanti lo stile del grande maestro. Nel 1347 è ricordato in testa a un elenco dei migliori pittori di Firenze.
Tra le sue opere la più importante è il ciclo degli affreschi con Storie della Vergine nella Cappella Baroncelli della Basilica di Santa Croce a Firenze (1328-1338). Poco dopo dovette attendere anche alla pittura delle Formelle dell'armadio della sacrestia di Santa Croce, oggi alla Galleria dell'Accademia a Firenze, a Monaco di Baviera e a Berlino. In quest'opera prestigiosa dimostrò di aver messo a frutto gli insegnamenti di Giotto, disponendo con una notevole libertà narrativa le figure nelle scene, che risultano più affollate di quelle del suo maestro. Riprende inoltre la sperimentazione della prospettiva negli sfondi architettonici e giunge a risultati anche arditi, come nella scalinata obliqua e spezzata nella Presentazione della Vergine al tempio.
Fu collaboratore, secondo alcuni, al Polittico Stefaneschi (Roma). Ancora sono da ricordare la Madonna (Berna), l'Adorazione dei Magi (Digione), le Storie di Giobbe (Pisa, Camposanto), La Madonna in trono col Bambino, angeli e sante (Firenze, Uffizi), la Madonna del Parto (Firenze), il Polittico (Firenze, Santa Felicita). Da Vasari gli viene accreditata anche la progettazione della ricostruzione del Ponte Vecchio, oggi messa in dubbio dagli studiosi, che si orientano verso Neri di Fioravante.
Pur nell'ambito "giottesco", Taddeo Gaddi nelle opere più mature ha uno stile inconfondibile, con a volte effetti ricercati di luce notturna, quasi un unicum nella pittura trecentesca dell'Italia centrale. Gli impianti spaziali ricercati in alcune sue opere sono spesso maestosi e solenni, avvicinandosi in questo a Maso di Banco. I lineamenti dei volti delicati e morbidi sono indicativi dello sviluppo tardo dell'arte di Taddeo.

## Fortuna critica
Tra le fonti antiche che si occupano di Taddeo Gaddi ci sono Franco Sacchetti (Trecentonovelle, CXXXVI), Cennino Cennini (Libro dell'Arte), Lorenzo Ghiberti (Commentari) e Giorgio Vasari, che incluse una sua biografia nelle Vite. Lo stesso Cennini, in apertura della sua opera, chiarifica subito la sua diretta discendenza artistica da Giotto specificando che «Agnolo di Taddeo da Firenze [fu] mio maestro, il quale imparò la detta arte da Taddeo suo padre; il quale suo padre fu battezzato da Giotto e fu suo discepolo anni XXIIII». Quella che per Cennini è una rivendicazione della propria "patente" artistica (in polemica magari con i fratelli Orcagna, che andavano per la maggiore ma non potevano vantare una tale genealogia artistica), col tempo si trasformò, innanzitutto proprio per Taddeo, come una pesante eredità del suo maestro, da tramandare e consegnare al figlio meno corrotta possibile. A mettere cattiva luce sull'intero secondo Trecento fiorentino era stato anche la novella 136 del Sacchetti, in cui un gruppo di pittori e scultori fiorentini verso il 1360 si ritrova a cenare insieme sul colle di San Miniato al Monte, dopo aver prestato una consulenza artistica per stimare il lavoro di qualche collega. Andrea Orcagna, il parvenu, si arrischia a chiedere chi fosse il maggior pittore "da Giotto in fuori" (magari sperando che fosse proprio il suo nome a uscire), e i colleghi si prodigano in una serie di nomi, da Cimabue a Bernardo Daddi, da Stefano a Buonamico Buffalmacco, finché si decide di dare la parola al più anziano, Taddeo, quello che meglio aveva conosciuto il grande Giotto. La risposta dell'artista è lucida e lapidaria: «questa arte è venuta e vien mancando ogni dì»: cioè nessuno, perché la capacità artistica di Giotto va diminuendo ogni giorno, in un panorama quindi di progressiva decadenza.
Filippo Villani paragonò Taddeo a Dinocrate e Vitruvio, facendo credere a Vasari che egli fosse stato anche architetto. Lo storico aretino gli assegnò così il ponte dei Frescobaldi, il Ponte Vecchio (dato oggi a Neri di Fioravante), la parte superiore di Orsanmichele e il completamento del campanile di Giotto: l'infondatezza di tali attribuzioni venne poi dimostrata da Gaetano Milanesi nel suo commento alle Vite. Probabilmente l'affermazione del Villani («Taddeus insuper aedificia tanta arte depinxit, ut alter Dynocrates vel Victruvius qui architecturae artem scripserit, videretur») è solo da intendersi come un elogio della sua capacità nel disegnare l'architettura nelle sue opere.
I primi contributi moderni alla critica su Taddeo Gaddi risalgono al Cavalcaselle, ad Adolfo Venturi (1907), a van Marle, che seguirono fondamentalmente la posizione tradizionale di lodarlo come principale allievo di Giotto, ma senza considerarlo come maestro sufficientemente indipendente. In tale solco si mosse anche Pietro Toesca nell'opera Trecento.
Per una comprensione più approfondita e obiettiva dell'arte del Gaddi si devono attendere due articoli di Roberto Longhi su Paragone del 1959 (nn. 109 e 111, Qualità e industria in Taddeo Gaddi). A ciò seguirono una serie di contributi alla ricostruzione del catalogo e a una più obiettiva valutazione critica dell'artista ad opera di Klara Steinweg (1964, Mitteilungen des Kunsthistorischen Institutes in Florenz), Ilaria Toesca (1950, Paragone n. 3), Boskovits (1964, Catalogo del Museo di Esztergom), Luciano Bellosi (Paragone 187). Un elenco completo della bibliografia sul pittore si trova nell'articolo di Gandolfo su La critica d'arte nuova, 13-14, 1956, pp. 32–55.

## Opere principali

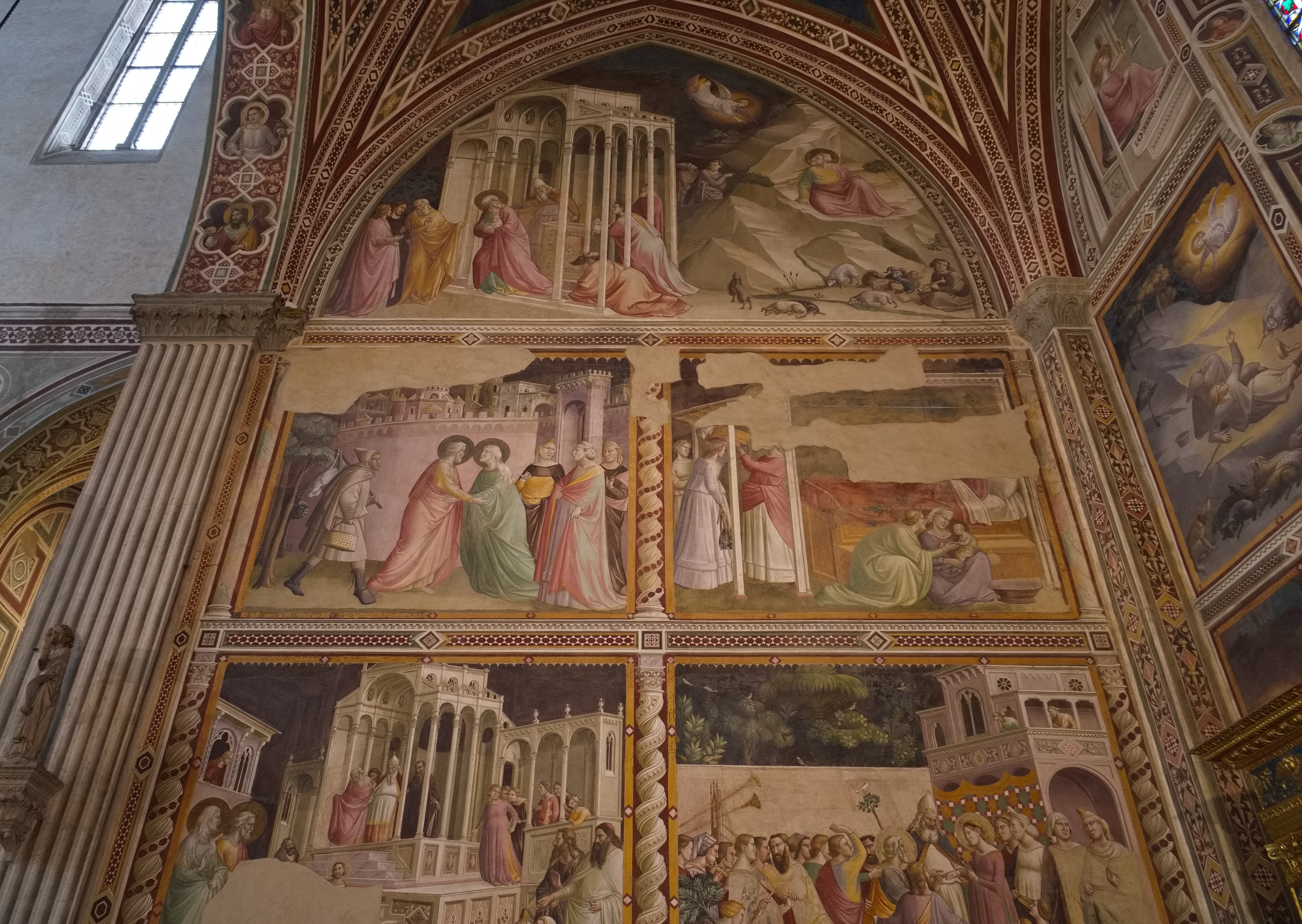
Storie di Maria, Santa Croce, capella Baroncelli

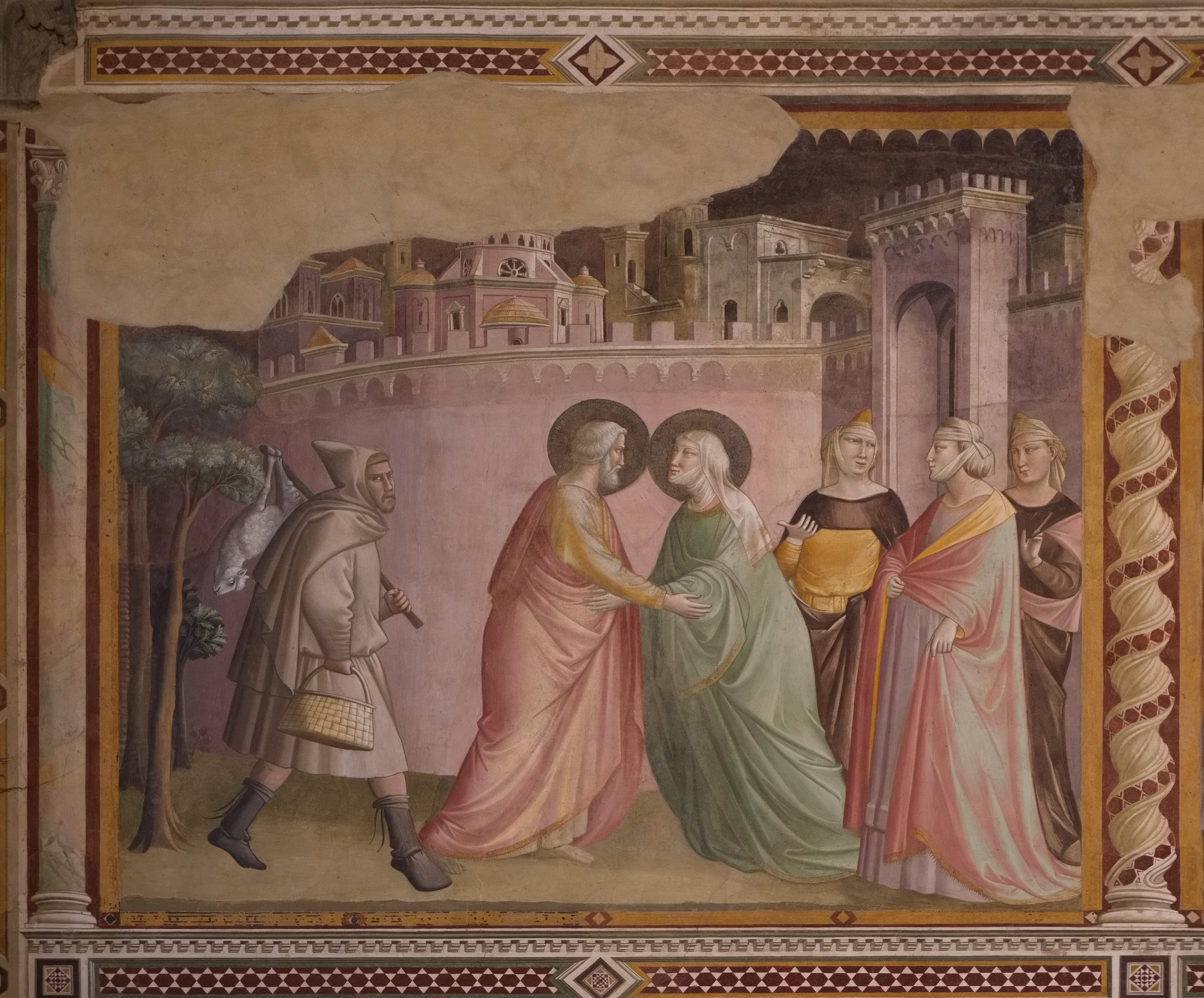
Visitazione, Santa Croce, capella Baroncelli

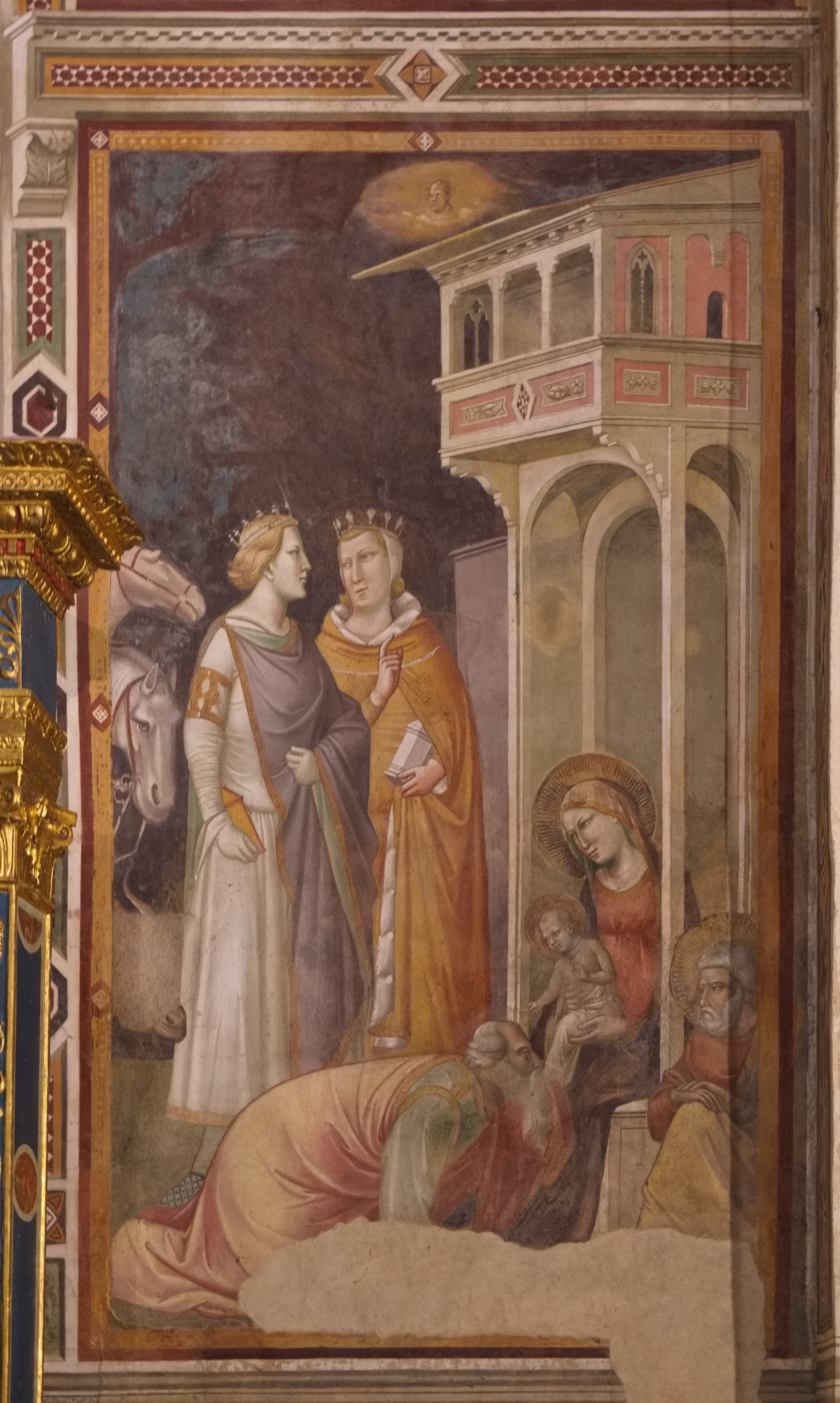
Adorazione, Santa Croce, capella Baroncelli

- Polittico Baroncelli (con Giotto), 1328 circa, tempera e oro su tavola, 185×323 cm, Firenze, basilica di Santa Croce
- Eterno e angeli (con Giotto), 1328 circa, tempera e oro su tavola, 76,2×71,1 cm, San Diego, San Diego Museum of Art
- Madonna in trono col Bambino, tempera e oro su tavola, 169x79 cm, Castelfiorentino, chiesa di San Francesco
- Storie di Maria e dei santi Giovanni Battista ed evangelista, affreschi, Poppi, castello dei Conti Guidi
- Madonna in trono col Bambino, tempera e oro su tavola, Castiglion Fiorentino, Pinacoteca comunale
- Madonna col Bambino, 1328 circa, affresco, Firenze, basilica di Santa Croce, esterno della cappella Baroncelli
- Cristo fra i dottori, 1328 circa, affresco, Firenze, basilica di Santa Croce, esterno della cappella Baroncelli
- Storie di Maria, affresco, 1328-1338, Firenze, basilica di Santa Croce, cappella Baroncelli
- Trittico con la Madonna col Bambino in trono e santi, tempera e oro su tavola, 63x83 cm, Berlino, Gemäldegalerie
- Trittico con Madonna e Santi, 1336,  tempera su tavola 66x57 cm, Napoli, Museo di Capodimonte
- Formelle dell'armadio della sacrestia di Santa Croce, 1335-40 circa, tempera e oro su tavola
  - Ascensione e Annunciazione, 72x160 cm, Firenze, Galleria dell'Accademia
  - Visitazione, 42,5x44 cm, Firenze, Galleria dell'Accademia
  - Natività di Cristo, 42,5x44 cm, Firenze, Galleria dell'Accademia
  - Adorazione dei Magi, 42,5x44 cm, Firenze, Galleria dell'Accademia
  - Presentazione di Gesù al Tempio, 42,5x44 cm, Firenze, Galleria dell'Accademia
  - Disputa di Gesù con i dottori del Tempio, 42,5x44 cm, Firenze, Galleria dell'Accademia
  - Battesimo di Cristo, 42,5x44 cm, Firenze, Galleria dell'Accademia
  - Trasfigurazione, 42,5x44 cm, Firenze, Galleria dell'Accademia
  - Ultima cena, 42,5x44 cm, Firenze, Galleria dell'Accademia
  - Crocifissione di Cristo con la Madonna e san Giovanni evangelista, 42,5x44 cm, Firenze, Galleria dell'Accademia
  - Resurrezione di Cristo, 42,5x44 cm, Firenze, Galleria dell'Accademia
  - Apparizione di Cristo risorto alle pie donne, 42,5x44 cm, Firenze, Galleria dell'Accademia
  - Incredulità di san Tommaso, 42,5x44 cm, Firenze, Galleria dell'Accademia
  - Pentecoste'', 42,5x44 cm, Berlino, Gemäldegalerie
  - Francesco rinuncia ai beni del padre, 42,5x44 cm, Firenze, Galleria dell'Accademia
  - Papa Innocenzo III vede in sogno Francesco sostenere la basilica Lateranense, 42,5x44 cm, Firenze, Galleria dell'Accademia
  - Papa Innocenzo III approva la Regola francescana, 42,5x44 cm, Firenze, Galleria dell'Accademia
  - Apparizione di Francesco sul carro di fuoco, 42,5x44 cm, Firenze, Galleria dell'Accademia
  - Prova del Fuoco, 42,5x44 cm, Monaco, Alte Pinakothek
  - Presepe di Greccio, 42,5x44 cm, Firenze, Galleria dell'Accademia
  - Morte del cavaliere di Celano, 42,5x44 cm, Monaco, Alte Pinakothek
  - Francesco predica davanti a papa Onorio III, 42,5x44 cm, Firenze, Galleria dell'Accademia
  - Francesco appare al Capitolo di Arles, 42,5x44 cm, Firenze, Galleria dell'Accademia
  - Francesco riceve le stimmate, 42,5x44 cm, Firenze, Galleria dell'Accademia
  - Morte di Francesco, 42,5x44 cm, Firenze, Galleria dell'Accademia
  - Resurrezione del fanciullo, 42,5x44 cm, Berlino, Gemäldegalerie
  - Martirio dei francescani a Ceuta, 42,5x44 cm, Firenze, Galleria dell'Accademia

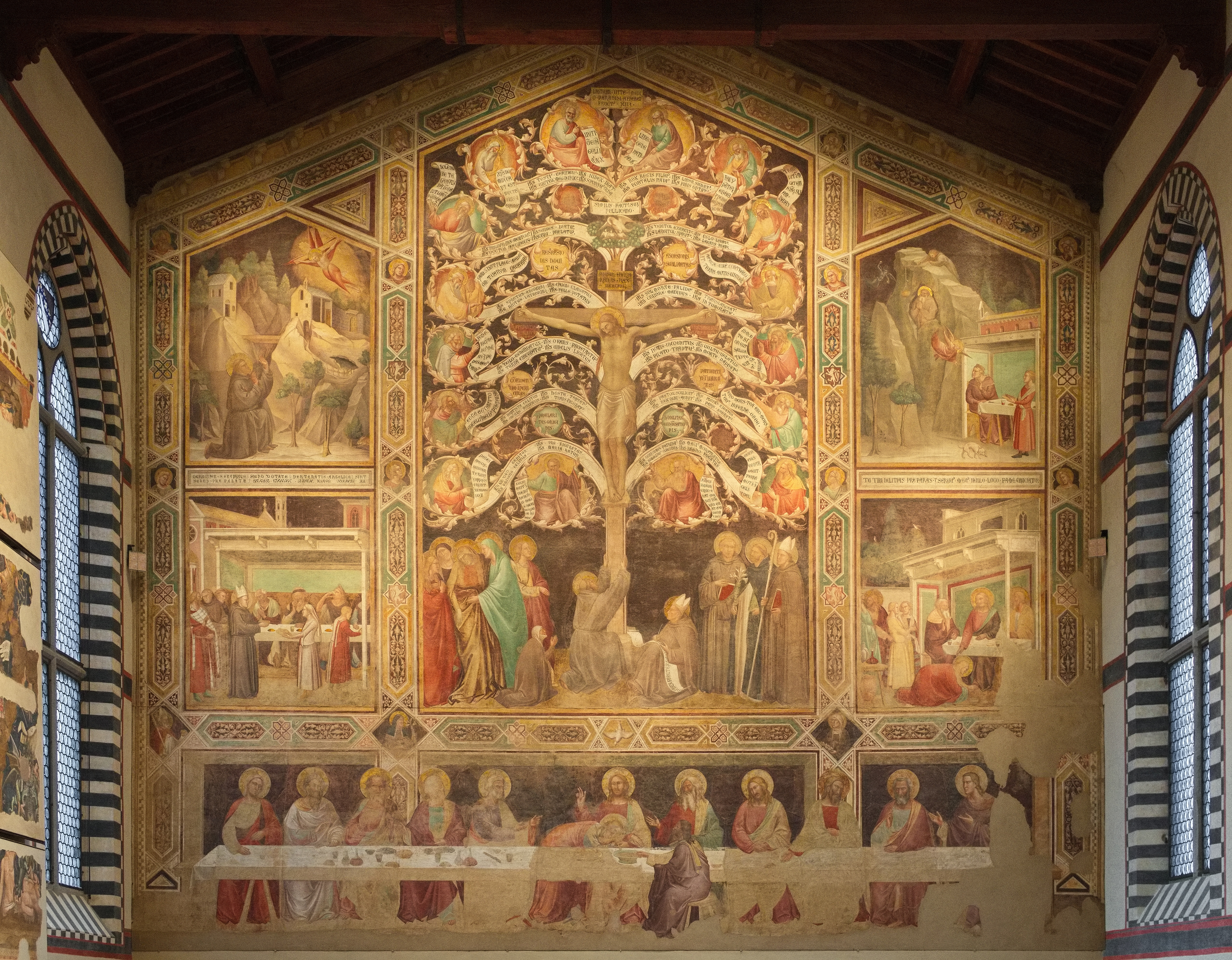
Albero della Vita, circa 1355, Santa Croce, refettorio

- Tondi con martiri e santi, affreschi, Firenze, basilica di San Miniato al Monte, cripta
- Storie di Giobbe, 1342 circa, affreschi, Pisa, Camposanto monumentale
- Deposizione dalla croce, affresco staccato, Firenze, Museo dell'Opera di Santa Croce
- Deposizione nel sepolcro, affresco, Firenze, basilica di Santa Croce, cappella Bardi di Vernio
- Annunciazione, tempera e oro su tavola, Fiesole, Museo Bandini
- Madonna col Bambino e quattro santi, tempera e oro su tavola, Pistoia, chiesa di San Giovanni Fuorcivitas
- Madonna col Bambino, tempera e oro su tavola, 55,5x85 cm, Impruneta, chiesa di San Lorenzo alle Rose
- Madonna in trono col Bambino, angeli e sante, 1355, tempera e oro su tavola, Firenze, Galleria degli Uffizi
- Albero della Vita, Ultima cena e storie sacre, 1355 circa, affresco, Firenze, Museo dell'Opera di Santa Croce
- Crocifissione, affresco, Firenze, basilica di Santa Croce, sagrestia
- Crocifissione, affresco e sinopia, Firenze, chiesa di Ognissanti